# 伴娘HOLD不住
《伴娘HOLD不住》（英語：Bachelorette）是一部2012年美國黑色喜劇片，Leslye Headland導演兼编剧，克絲汀·鄧斯特、艾拉·費雪和麗茲·凱普蘭主演。

## 劇情
高中時期的三個熟過頭的未婚死黨(克絲汀·鄧斯特、麗茲·凱普蘭、艾拉·費雪飾)，某天突然接到在高中時期被眾人嘲弄稱作「豬頭」的恐龍胖女孩(瑞貝爾·威爾森飾)邀請她們為其「策劃婚禮」與「擔任伴娘」的任務通知，更令人為之氣結的是新郎竟然是個超級大帥哥！而在婚礼前一晚的彩排，众人失心疯开趴狂欢，结果伴娘搞失踪，礼服裂两半，一连串的疯狂意外让这个夜晚完全失序，婚礼能否顺利举办呢？面对伴随而生的复杂爱情关系，今夜过后，姐妹淘们能否亲密如昔？这部影片的情节引人注目，此片位于2011年发售。

## 角色
- 克絲汀·鄧斯特 飾演 Regan Crawford
- 艾拉·費雪 飾演 Katie Lawrence
- 麗茲·凱普蘭 飾演 Gena Myers
- 詹姆斯·馬斯登 飾演 Trevor Graham
- 安德魯·蘭內斯 飾演 Manny
- 瑞貝爾·威爾森 飾演 Becky Archer
- 凱爾·柏海莫 飾演 Joe
- 亞當·史考特 as Clyde Goddard
- Hayes MacArthur 飾演 Dale Beaumont
- Horatio Sanz 飾演 Barely Attractive Guy
- Ann Dowd 飾演 Victoria
- Ella Rae Peck 飾演 Stefanie
- June Diane Raphael 飾演 Cool Stripper
- Arden Myrin 飾演 Melissa
- Paul Corning 飾演 Jack
- Shauna Miles 飾演 Theresa
- Melissa Stephens 飾演 Wasted Stripper
- Dave Weasel 飾演 Strip Club Patron

## 外部連結
- 互联网电影数据库（IMDb）上《Bachelorette》的资料（英文）